# Willem Vincent Reinier Karel Baud
Jhr. Willem Vincent Reinier Karel Baud (Den Haag, 16 augustus 1840 - aldaar, 24 februari 1933) was jurist en laatste commandant van de dienstdoende Haagse Schutterij.

## Biografie
Baud was een telg uit het geslacht Baud en zoon van Jean Chrétien baron Baud (1789-1859) en zijn tweede echtgenote Ursula Susanna van Braam (1801-1884). In 1866 promoveerde hij in Leiden in de rechten op stellingen. Van 1869 tot 1894 was hij ambtenaar bij het ministerie van Koloniën. Hij was vanaf 1892 adjudant in buitengewone dienst van koningin Emma en bij zijn overlijden de langst dienende adjudant. Hij was van 1889 tot 1907 tevens de laatste kolonel-commandant van de dienstdoende Haagse Schutterij (waar hij vanaf 1867 diende als officier) die in 1907 werd opgeheven; bij die opheffing werd hij benoemd tot generaal-majoor. Hij zou eind 1933 zeventig jaar lid geweest zijn van de Nieuwe of Littéraire Sociëteit De Witte en behoorde bij overlijden tot de oudste en langst lid geweest zijnde leden van die sociëteit. Hij gold als een gewaardeerd lid van de Haagse society, ook gedurende decennia in hofkringen, hetgeen bleek uit de belangstelling die getoond werd bij zijn begrafenis: prins Hendrik kon door een ongesteldheid zijn voornemen om daar persoonlijk te verschijnen niet nakomen, er waren vele kransen, van onder anderen leden van het Koninklijk Huis, en het toenmalig hoofd van het geslacht, mr. Jean Chrétien baron Baud (1893-1976), particulier secretaris van prinses, later grootofficier van koningin Juliana, benadrukte in zijn dankwoord zijn betekenis voor de Haagse samenleving en binnen de familie.
Baud was ridder in de Orde van de Nederlandse Leeuw (1898), officier in de Orde van de Eikenkroon (1888) en in de Orde van Oranje-Nassau (1895). Hij overleed ongehuwd in 1933 op 92-jarige leeftijd.